# Batrachorhina principis
Batrachorhina principis är en skalbaggsart som först beskrevs av Aurivillius 1910.  Batrachorhina principis ingår i släktet Batrachorhina och familjen långhorningar. Inga underarter finns listade.